# Orientispa bicolor
Orientispa bicolor är en insektsart som beskrevs av Poivre 1984. Orientispa bicolor ingår i släktet Orientispa och familjen fångsländor. Inga underarter finns listade i Catalogue of Life.